# Hans-Joachim Pavel
Hans-Joachim Friedrich Pavel (* 13. Juli 1919 in Guben, Regierungsbezirk Frankfurt an der Oder; † 24. November 2006 in München) war ein deutscher Dramaturg und Verleger. Er war u. a. Chefdramaturg an den Münchener Kammerspielen und langjähriger Leiter des Theaterverlages Drei Masken Verlag in München und hatte in späteren Jahren eine Professur für Fernseh-Dramaturgie in Wien inne.

## Leben
Pavel war der Sohn von Hermann Emil Pavel und Elisabeth Gertrud Pavel, geborene Krieger.
Nach dem Zweiten Weltkrieg ließ er sich zunächst in München-Schwabing nieder. Ab 1952 war er als Dramaturg beim Drei Masken Verlag tätig. Zwei Jahre später wurde er vom Intendanten Kurt Horwitz als künstlerischer Berater ans Bayerische Staatsschauspiel geholt. Ab den 1960er Jahren leitete er den Verlag, verfolgte seine Karriere als Dramaturg am Theater und war Lehrbeauftragter in der Drehbuchklasse der Wiener Filmakademie für "TV-Dramaturgie" und wurde 1999 mit dem Titel eines a.o. Hochschulprofessors ausgezeichnet.
Pavel litt unter Morbus Bechterew und musste sich einer Hüftgelenksoperation unterziehen. Er starb im November 2006.

### Wirken
Nach dem Krieg und seinem Umzug nach München konzentrierte er sich auf das Theater und schrieb ab 1952 Kritiken für die „Münchener Abendzeitung“. Er bearbeitete Theaterstücke beispielsweise von Jean Giraudoux und übersetzte französische Stücke für den Drei-Masken-Verlag. 1960 übersetzte er eine Komödie von Marcel Pagnol, es folgen Werke von August Strindberg, Marcel Aymé oder eine Bühnenfassung von Beaumarchais Komödie „Der tolle Tag“. Zeitgleich mit seinem Einstieg bei der Münchener Abendzeitung als Kritiker wurde er als Dramaturg beim Drei Masken Verlag angestellt. Unter seiner Leitung, die er in den 1960er Jahren übernahm, kam es unter anderem zur Zusammenarbeit mit den Bühnenautoren Hartmut Lange, Heinar Kipphardt, Leopold Ahlsen, Carl Amery oder Jörg Graser. Pavel sorgt in Zeiten des Kalten Krieges dafür, dass auch DDR-Autoren wie Ulrich Plenzdorf, Christoph Hein oder Heiner Müller in Westdeutschland aufgeführt werden konnten. Er entdeckt und interessiert sich frühzeitig für Peter Hacks, der zu einem der meistgespielten deutschsprachigen Dramatiker der Nachkriegszeit werden sollte. Einnahmen aus Hacks‘ Bühnenrechten im Westen transferierte Pavel unter dem Pseudonym "Onkel Paul" an Hacks; vermutlich weil dieser nicht alle Einkünfte in der Bundesrepublik Deutschland dem für ihn zuständigen Finanzamt in der DDR gemeldet hatte.
Es gelang ihm auch, nicht nur die von ihm übersetzten Bühnenwerke französischer Autoren wie Pagnol, Giraudoux oder Aymé in den Verlag zu holen, sondern auch Werke von Molière, Maurivaux, Labiche oder Beaumarchais. Und nicht zuletzt setzt er sich auch für die Arbeiten klassischer osteuropäischer Autoren wie Tschechow, Gogol, Gorki oder Ostrowski ein, sondern auch junge Autoren wie Viktor Slawkin (1935–1942), Gorin, Ljudmila Rasumowskaja oder Petruschweskaja. Pavel pflegte gute Kontakte zum Ost-Berliner Henschel-Verlag und lernte dort Christoph Hein kennen.
Pavel gelang es, das Gesamtwerk Karl Valentins im Drei Masken Verlag zu publizieren.
Parallel zur Verlagsarbeit war Pavel bis in die 1970er Jahre auch als Dramaturg unter Kurt Horwitz und dessen Nachfolger Helmut Henrichs am Bayerischen Staatsschauspiel tätig, später an den Münchener Kammerspielen unter der Ägide von Hans Schweikart, kurze Zeit dann auch noch bei Hans-Reinhard Müller.
1995 schied er aus dem Drei Masken Verlag aus. Er wurde dann von Ernst Wolfram Marboe als Konsulent und Dramaturg zum ORF berufen. Er war von 1995 bis 2003 an der Wiener Filmakademie für TV-Dramaturgie.

## Belege
- Joachim Kaiser: Hans-Joachim Pavel. In: Süddeutsche Zeitung. 27. November 2006.
- Rundbrief Kameraden des 1. Regiments Brandenburg, Folge 66, Weihnachten 1985